# Новое Лесное
Новое Лесное — посёлок в Гурьевском городском округе Калининградской области. Входит в состав Новомосковского сельского поселения.
Расположен вблизи южных окраин Калининграда. Примыкает к железнодорожной линии Калининград — Багратионовск.

## Население
| 2002 | 2010 | 2011 |
| ---- | ---- | ---- |
| 134  | ↘117 | →117 |